# Club Baloncesto Málaga

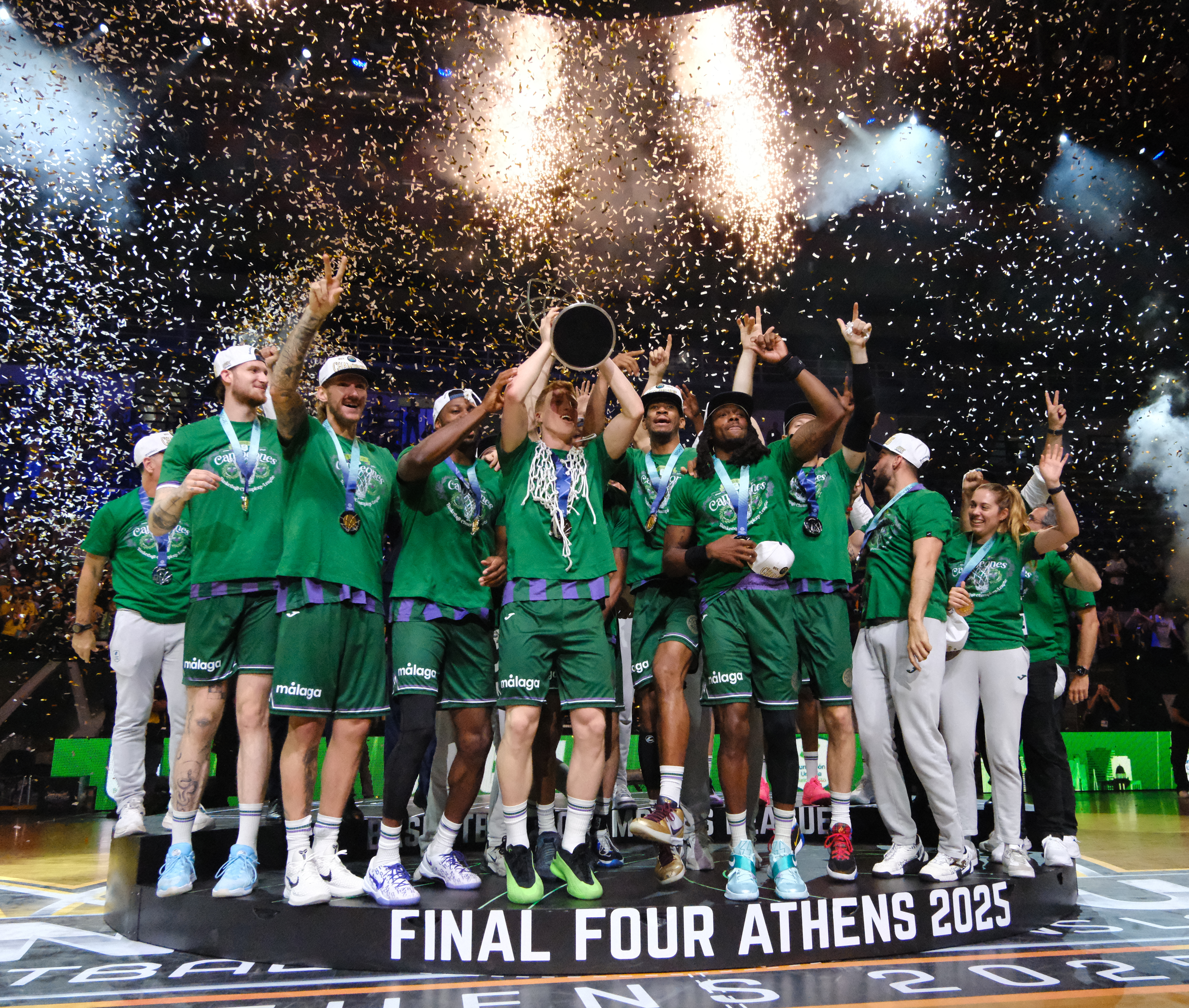
Unicaja Malaga Basketball Champions League 2024-2025

Il Club Baloncesto Málaga è un club spagnolo di pallacanestro.
Conosciuto per ragioni di sponsorizzazione come Unicaja Málaga dal nome della banca andalusa Unicaja, fu fondato nel 1992, a seguito della fusione di due preesistenti club di Malaga, decisa per avere una squadra forte a livello spagnolo ed europeo.
Le promesse infatti non vennero disattese, l'Unicaja Málaga ora è una delle squadre più competitive dell'Eurolega.
Nel suo palmarès vanta un titolo spagnolo, conquistato nel 2006, tre Coppe del re, vinte nel 2005, nel 2023 e nel 2024, e la Supercoppa nel 2024, a livello europeo, una Coppa Korać nel 2001 e una Eurocup nel 2017; le due vittorie in campo nazionale sono state entrambe raggiunte sotto la guida tecnica dell'allenatore italiano Sergio Scariolo.
Nel 2024 ha vinto la Basketball Champions League, nel 2024 la Coppa Intercontinentale
Nel 2007 disputa per la prima volta le Final Four di Eurolega, classificandosi terza, dopo aver perso in semifinale da un'altra squadra allenata da un tecnico italiano: il CSKA Mosca di Ettore Messina.

## Storia
Il CB Málaga venne fondato nel 1992 grazie alla fusione dei due club locali Unicaja Ronda e Mayoral Maristas.
Il Club Baloncesto Caja de Ronda venne fondato nel 1977 per la Caja de Ahorros de Ronda. Dalla stagione 1981-82 militava nella massima categoria di pallacanestro spagnola, per poi abbandonarla solo nelle stagioni 1985-1986 e 1986-1987. Nel 1991 la Caja de Ronda entrò a far parte dell'Unicaja e, per tale motivo, dovette cambiare il suo nome in Unicaja Ronda. L'altro club invece, l'Ademar Basket Club, nacque nel 1953. Nel 1972 cambiò denominazione in Club Baloncesto Maristas de Málaga. Nel 1988 arrivò la promozione in liga ACB con il Mayoral come sponsor.
Si decise di fondere i due club per poter schierare nella massima serie un'unica squadra forte e che avesse l'affetto di tutta la città. Per questo, nel 1992 l'Unicaja Ronda e il Mayoral Maristas si unirono per formare il Club Baloncesto Málaga. Lo sponsor è rimasto sempre l'Unicaja per tutte le stagioni, ed è per questa ragione che la squadra viene comunemente detta "Unicaja Málaga". Tutte le vittorie e le statistiche dei due club iniziali vennero sommate nella nuova realtà societaria.
Nella stagione 1994-95, con Javier Imbroda in panchina e con giocatori come Nacho Rodríguez, Sergej Babkov e Michael Ansley, la squadra arrivò seconda dietro al Barcellona. Molti ricorderanno la tripla di Ansley nella quarta partita delle finali per il titolo, che poteva dare il titolo alla squadra malagueña, ma che venne sbagliato.
Il salto definitivo nell'élite del basket nazionale arrivò nel 1992, con il nuovo coach Božidar Maljković. Presto arrivarono il secondo posto nella Coppa Korać del 2000, le semifinali dei play-off della Liga ACB nel 2001 e il secondo posto nel 2002. A questi trionfi va anche sommata la vittoria della Copa del Rey, ottenuta con Sergio Scariolo in panchina e con Jorge Garbajosa leader della squadra.
Nella stagione 2005-06 vince per la prima volta nella sua storia la Liga ACB, ancora una volta grazie al giocatore madrileno che conquista il titolo di miglior giocatore delle finali. Dopo questa grande vittoria sarà chiamato nel principale campionato al mondo, l'NBA.
Nella stagione 2006-07 l'Unicaja firmò un'altra pagina dorata della sua storia qualificandosi per la prima volta per le Final Four dell'Eurolega, battendo il Barcellona 67-64 nella terza partita grazie ad una tripla di Pepe Sánchez a 7 secondi dalla fine. L'Unicaja terminò la stagione come terzo miglior club d'Europa, dopo la sconfitta in semifinale contro il CSKA Mosca e la vittoria nello spareggio per il terzo posto contro il TAU Vitoria.
Nel corso di questi anni, l'Unicaja ha ottenuto alcuni record della Liga ACB. Nella stagione 2004-2005 è stata la prima squadra a rimontare il risultato di un match di playoff dal 2-0 al 3-2 (quarto di finale contro Alicante). Nella stagione 2007-08 l'Unicaja diventa il primo club che, qualificandosi ottavo al termine della stagione regolare, riesce a battere la prima classificata nel primo turno dei playoff (il Real Madrid, per la precisione).
Dal 2013 è guidata dal tecnico Joan Plaza. Nella stagione 2016-2017 vince l'Eurocup battendo nella serie finale Valencia per due partite a una.

### NBA Europe Live Tour 2007
Il 9 ottobre del 2007 vi fu il primo incontro tra il CB Málaga e una squadra dell'NBA, i Memphis Grizzlies, dove giocavano gli spagnoli Pau Gasol e Juan Carlos Navarro che debuttò come giocatore proprio in questa partita segnando 21 punti. L'incontro si è svolto nel palazzo dello sport José María Martín Carpena di Malaga davanti a 10.000 spettatori circa. Il risultato finale fu di 102-99 a favore degli spagnoli che diventarono il secondo club iberico della storia a battere una squadra dell'NBA.

### Settore giovanile
L'Unicaja di Málaga annovera anche un club minore ad esso affiliato, che svolge il ruolo di serbatoio di nuovi talenti per la prima squadra. È il Clínicas Rincón Axarquía che gioca in Liga LEB e disputa le partite casalinghe al Torre de Benalgalbón, che ha una capacità di 3000 posti a sedere.

## Palazzetti
- Pabellón Guadaljaire (1977–1978)
- Pabellón Tiro Pichón (1978–1981)
- Pabellón Ciudad Jardín (1981–1999)
- Palazzo dello sport José María Martín Carpena (1999–oggi)

## Roster 2024-2025
Aggiornato al 10 settembre 2024.
|    | Naz.                                                | Ruolo | Sportivo               | Anno | Alt. | Peso | Note |
| -- | --------------------------------------------------- | ----- | ---------------------- | ---- | ---- | ---- | ---- |
| 0  | Rep. Dominicana (bandiera) · Spagna (bandiera)      | AC    | Tyson Pérez            | 1996 | 202  | 97   |      |
| 1  | Stati Uniti (bandiera) · Germania (bandiera)        | AG    | Dylan Osetkowski       | 1996 | 206  | 109  |      |
| 2  | Polonia (bandiera) · Spagna (bandiera)              | C     | Aleksander Balcerowski | 2000 | 216  | 123  |      |
| 3  | Canada (bandiera) · Nigeria (bandiera)              | AP    | Melvin Ejim            | 1991 | 201  | 99   |      |
| 4  | Stati Uniti (bandiera) · Belgio (bandiera)          | G     | Tyler Kalinoski        | 1992 | 193  | 82   |      |
| 6  | Stati Uniti (bandiera)                              | G     | Kameron Taylor         | 1994 | 198  | 93   |      |
| 7  | Spagna (bandiera)                                   | AP    | Jonathan Barreiro      | 1997 | 203  | 90   |      |
| 9  | Spagna (bandiera)                                   | P     | Alberto Díaz           | 1994 | 188  | 83   |      |
| 11 | Stati Uniti (bandiera)                              | G     | Tyson Carter           | 1998 | 193  | 79   |      |
| 14 | Bosnia ed Erzegovina (bandiera) · Spagna (bandiera) | AP    | Nihad Đedović          | 1990 | 199  | 86   |      |
| 33 | Francia (bandiera)                                  | AG    | Killian Tillie         | 1998 | 207  | 100  |      |
| 45 | Stati Uniti (bandiera) · Bulgaria (bandiera)        | C     | David Kravish          | 1992 | 208  | 109  |      |
| 55 | Stati Uniti (bandiera) · Montenegro (bandiera)      | P     | Kendrick Perry         | 1992 | 183  | 82   |      |
| 77 | Spagna (bandiera)                                   | C     | Yankuba Sima           | 1996 | 211  | 109  |      |

### Staff tecnico
| Allenatore: | Ibon Navarro                                                |
| Assistente: | Ángel Sánchez-Cañete, / Andrija Gavrilović, Alberto Miranda |

## Allenatori
- Alfonso Queipo de Llano 1977–1979, 1985–1986
- José María Martín Urbano 1979–1980, 1982, 1985, 1987, 1990–1992
- Damián Caneda 1980–1981
- Ramón Guardiola 1981–1982
- Moncho Monsalve 1982–1984
- Ignacio Pinedo 1984–1985
- Arturo Ortega 1986–1987
- Zoran Slavnić 1987–1988
- Mario Pesquera 1988–1990
- Javier Imbroda 1992–1998
- Pedro Ramírez 1998–1999

- Božidar Maljković 1999–2003
- Paco Alonso 2003
- Chechu Mulero 2003
- Sergio Scariolo 2003–2008
- Aíto García Reneses 2008–2011
- Chus Mateo 2011–2012
- Luis Casimiro 2012
- Jasmin Repeša 2012-2013
- Joan Plaza 2013-2018
- Luis Casimiro 2018-2021
- Fōtīs Katsikarīs 2021-oggi

## Palmarès
- Campionato spagnolo: 1

2005-06
- Copa del Rey: 3

2005, 2023, 2025
- Coppa dell'Andalusia: 5

1995-96, 2000-01, 2002-03, 2006-07, 2007-08
- Supercoppa spagnola: 1

2024
- Coppa Korać: 1

2000-01
- Eurocup: 1

2016-17
- Basketball Champions League: 2

2023-24, 2024-25
- Coppa Intercontinentale: 1

2024